# Powiat brański
Powiat brański – od 1513 do 1795 r. powiat w województwie podlaskim, w ziemi bielskiej. Jego stolicą było miasto Brańsk.

## Historia powiatu

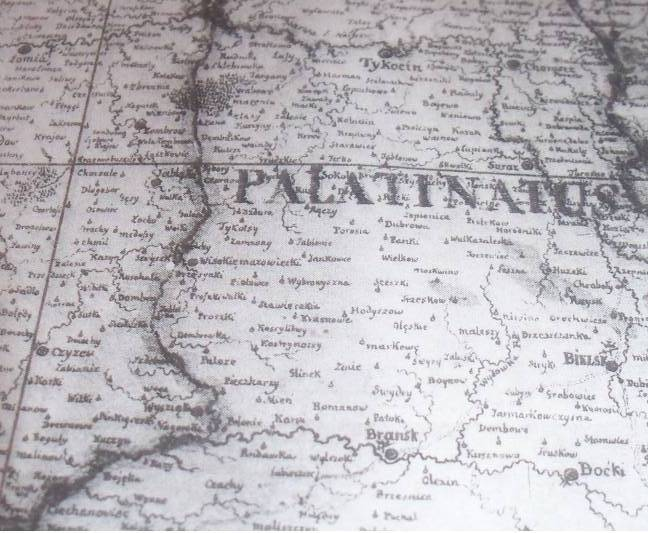
Fragment powiatu brańskiego Karola de Perthéesa z 1770 r.

Województwo podlaskie składało się z ziemi drohiczyńskiej, mielnickiej i bielskiej. Ziemia bielska dzieliło się na 3 powiaty: brański, tykociński i suraski.
Brańsk znalazł się w granicach nowego województwa podlaskiego w roku 1520, a w 1569 wraz z nim stał się częścią Korony. Po przyłączeniu Brańsk ustalono jako miejsce sejmików ziemi bielskiej (odbywały się one odtąd w brańskiej farze), a także sądów ziemskich. Księgi sądów brańskich, stanowiące główne źródło do badań dziejów Podlasia, przechowywane w Archiwum Głównym Akt Dawnych w Warszawie zostały spalone przez Niemców we wrześniu 1944 r..
Sejm w 1768 r. nakazał przeniesienie sądów ziemskich do Bielska, pozostawiając tu tylko sąd grodzki dla powiatów brańskiego i suraskiego. W 1792 odnotowano tu wystąpienia chłopów przeciw staroście. Niezależnie od tego Brańsk pozostawał ośrodkiem gospodarczym starostwa, obejmującego w latach 1558 i 1661-1664 15 wsi.
W latach 1795–1807 powiat brański przestał istnieć, a Brańsk i Tykocin weszły w skład nowego powiatu suraskiego w departamencie białostockim pruskiej prowincji Prusy Nowowschodnie (Nowych Prus Wschodnich). Brańsk stał się siedzibą landrata powiatu suraskiego, a także sądu.